# Davide Zilli
Davide Zilli (Piacenza, 1977) è un cantautore italiano, vincitore dell'edizione 2018 di Musicultura.

## Carriera
Oltre ad essere un cantautore è professore di lingua italiana, svolgendo la professione tra il liceo artistico di Piacenza, il liceo artistico "Paolo Toschi" e l'IS "Pietro Giordani" a Parma.
Si forma come pianista classico diplomandosi al Conservatorio di Milano e si perfeziona poi nello studio del pianoforte jazz. Viene selezionato per i corsi di “Fronte del palco” a Modena, dove perfeziona le proprie canzoni e il proprio live sotto la guida di Manuel Agnelli, Gianni Maroccolo, Cristina Donà.
Si esibisce in tutta Italia e all’estero, aprendo concerti per Paolo Fresu, Mario Venuti, Perturbazione e Polly Paulusma, collaborando anche col mondo del cabaret milanese; come autore ha inoltre collaborato con Paolo Belli. In campo letterario ha pubblicato un libro sul poeta Roberto Sanesi per le Edizioni di Storia e Letteratura di Roma, e dello stesso autore ha collaborato all’Oscar Poesia per la Mondadori.
Il 14 settembre 2010 pubblica l'album di debutto, Coinquilini.
Nel 2011 partecipa alla seconda edizione del concorso Musica da Bere, risultandone finalista.
Il 30 settembre 2015 esce il suo secondo disco intitolato Il congiuntivo se ne va. Nello stesso anno prende parte alla XV edizione della Settimana della lingua italiana nel mondo a Lisbona.
Il 18 giugno 2018 vince la XIX edizione di Musicultura con la canzone Coinquilini, andata in onda su Rai 3.
Il 9 giugno 2020 pubblica l'EP Cantau(n)tore, ovvero tutti vivemmo a stento.

## Discografia parziale

### Album in studio
- 2010 – Coinquilini
- 2014 – Il congiuntivo se ne va
- 2022 – Psicanaliswing

### EP
- 2020 - Cantau(n)tore, ovvero tutti vivemmo a stento

## Premi e riconoscimenti
- Musicultura 2018[10]